# Магкеев, Марат Ростиславович
Марат Ростиславович Магкеев (24 сентября 1983, Владикавказ, Северо-Осетинская АССР, РСФСР, СССР) — российский футболист, защитник.

## Клубная карьера
Профессиональную карьеру начинал во владикавказской «Автодор», за который выступал с 2001 по 2004 годы во Втором дивизионе. Далее выступал за «Спартак-УГП», новороссийский «Черноморец», «Нару-ШБФР». В 2008 году выступал за «Алнас». В 2009 году сезон начинал в оренбургском «Газовике», а завершал в «Дружбе». В 2010 году играл за брянское «Динамо». В начале 2011 года подписал контракт с Латвия|латвийским клубом «Юрмала», за который в чемпионате Латвии провёл 12 матчей. В августе 2011 года перешёл в ставропольское «Динамо». В 2012 году вернулся в майкопскую «Дружбу». Профессиональную карьеру завершил в брянском «Динамо» в 2014 году.

## Происшествия
В ночь с 9 на 10 ноября 2010 года находясь в машине Porsche Cayenne Вениамина Мандрыкина, который уходя на скорости около 200 км/ч от преследования ГИБДД, попал в ДТП, автомобиль врезался в дерево. В машине Мандрыкина находились ещё один игрок брянского «Динамо» — Максим Фёдоров, оба игрока сильно не пострадали, и две девушки, 19 и 20 лет, серьёзно пострадавшие в аварии. Находившийся за рулём Мандрыкин повредил спинной мозг.